# Platyrrhinus brachycephalus
Platyrrhinus brachycephalus (Rouk & Carter, 1972) è un pipistrello della famiglia dei Fillostomidi diffuso nell'America meridionale.

## Descrizione

### Dimensioni
Pipistrello di piccole dimensioni, con la lunghezza della testa e del corpo tra 52 e 68 mm, la lunghezza dell'avambraccio tra 33 e 41 mm, la lunghezza del piede tra 9 e 13 mm, la lunghezza delle orecchie tra 13 e 19 mm e un peso fino a 20 g.

### Aspetto
La pelliccia è di lunghezza media, con i singoli peli tricolori. Le parti dorsali variano dal marrone al marrone chiaro, con una larga striscia dorsale bianca che si estende dalla zona tra le spalle fino alla groppa, mentre le parti ventrali sono marroni chiare. Il muso è corto e largo. La foglia nasale è ben sviluppata e lanceolata. Due strisce bianche sono presenti su ogni lato del viso, la prima si estende dall'angolo esterno della foglia nasale fino a dietro l'orecchio, mentre la seconda parte dell'angolo posteriore della bocca e termina alla base del padiglione auricolare. Una lunga vibrissa è presente su ogni guancia. Le orecchie sono larghe, triangolari, ampiamente separate e con diverse pieghe poco marcate sulla superficie interna. Il trago è piccolo ed appuntito. Le ali sono attaccate posteriormente alla base dell'alluce. I piedi sono ricoperti di peli sparsi e corti o poco densi. È privo di coda. L'uropatagio è ridotto ad una sottile membrana lungo la parte interna degli arti inferiori, con il margine libero leggermente frangiato e a forma di U' rovesciata. Il calcar è corto. Il cariotipo è 2n=30 FNa=56.

## Biologia

### Comportamento
Si rifugia in piccoli gruppi da tre a circa 10 individui nelle cavità degli alberi e nelle grotte.

### Alimentazione
Si nutre di frutta, tra cui quelle di piante del genere Cecropia.

### Riproduzione
Sono presenti due stagioni riproduttive durante il picco delle stagioni piovose..

## Distribuzione e habitat
Questa specie è diffusa nella Colombia e Venezuela orientali; Guyana, Suriname, Guyana francese, Ecuador orientale, Perù, Brasile centrale e Bolivia settentrionale e centrale.
Vive nelle foreste umide subtropicali fino a 750 metri di altitudine.

## Conservazione
La IUCN Red List, considerato il vasto areale e la relativa abbondanza, classifica P.brachycephalus come specie a rischio minimo (Least Concern)).